# NGC 5523
NGC 5523 је спирална галаксија у сазвежђу Волар која се налази на NGC листи објеката дубоког неба.
Деклинација објекта је + 25° 19' 6" а ректасцензија 14h 14m 51,4s. Привидна величина (магнитуда) објекта NGC 5523 износи 12,2 а фотографска магнитуда 12,9. Налази се на удаљености од 20,095 милиона парсека од Сунца. NGC 5523 је још познат и под ознакама UGC 9119, MCG 4-34-8, CGCG 133-18, KARA 621, IRAS 14125+2533, PGC 50895.